# Маяцькі козаки
Мая́цькі козаки́ — найменування козацького населення містечка Маяк та прилеглих хутірків (сучасне село Маяки, Донецька область, Україна). Козаки, часто звані в той період черкасами, почали селитися тут із XVI—XVII століть. До складу етно-соціальної групи маяцьких козаків входили донські та слобідські козаки, а також, меншою мірою, запорожці та, ймовірно, інші етногрупи українців (малоросів) та росіян (великоросів). У 1721 році маякці були підпорядковані Військовій колегії; у 2-й половині XVIII століття козацтво скасували, а козаків перевели на стан однодворців.

## Виникнення козацької громади
У XVI—XVII століттях, коли Російська держава починає колонізувати територію так званого «Дикого Поля», на південних кордонах експансії росіян утворилася своєрідна російсько-українська область — Слобожанщина. На кордоні Слобожанщини та території Війська Донського людей з давніх-давен приваблювали соляні озера. Тут, при поселенні-фортеці Маяк та околицях, сформувалася громада козаків, яких почали називати «маяцькими». Також у цьому районі, навколо різних укріплень, виникали інші козацькі громади, козаків яких іменували за своїми поселеннями: бахмутські, торські та чугуївські.

## В армії Імператорської Росії
3 березня 1721 року маяцькі козаки, спільно з бахмутськими та торськими, були підпорядковані веденню Військовій колегії (1 п.с.з. VI. 3750). 27 жовтня 1748 року з бахмутських, маяцьких та торських козаків сформовано Бахмутський кінний козачий полк (1 п.с.з. XII. 9545). 11 червня 1764 року цей полк перетворено на регулярний Луганський пікінерний полк (1 п.с.з. XVI. 12179), а козаки його становили, переведені в стан однодворців. Наступником, до складу якого увійшов Луганський пікінерний полк, став Маріупольський 4-й гусарський полк.